# Szkoła Podstawowa nr 22 w Poznaniu
Szkoła Podstawowa nr 22 im. Adama Tytusa Działyńskiego w Poznaniu – szkoła podstawowa mieszcząca się przy ul. Hangarowej 14 w Poznaniu, na Woli, należąca do Zespołu Szkolno-Przedszkolnego nr 13.

## Historia szkoły
Swoją działalność rozpoczęła w dniu 1 września 1965 roku przy ulicy Hangarowej 14 w Poznaniu, jako Szkoła Podstawowa nr 22, dla 360 uczniów. Od 1990 roku Szkoła Podstawowa nr 22 nosi imię Adama Tytusa Działyńskiego. Reforma oświaty spowodowała powstanie Gimnazjum nr 68, które, zgodnie z aktem założycielskim rozpoczęło swoją działalność 1 września 1999 roku. Z dniem 1 września 2002 roku szkoła Podstawowa nr 22 i Gimnazjum nr 68 weszły w skład Zespołu Szkół nr 2. W 2013 roku do Zespołu włączono Przedszkole nr 95. Niegdyś przed szkołą znajdowały się dwa prototypy samolotu z II wojny światowej; obecnie w jednym z tych miejsc jest boisko.
Szkoła posiada własny hymn szkolny do muzyki St. Orłowskiego.

## Dyrektorzy
- Tymoteusz Bandosz 1965–1972
- Stefan Szymczek 1972–1979
- Józef Moszyński 1979–1992
- Hanna Woźniewicz 1992–1997
- Grażyna Lück- Kubalewska 1997–2002
- Elżbieta Kufel 2002–2006
- Elżbieta Kocimska 2006–2011
- Jarosław Haładuda 2011–2013
- Andrzej Karaś 2013–2017
- Katarzyna Wierzbińska 2017–2022
- Marzena Mnich-Muszyńska od 2022

## Absolwenci
- Agnieszka Kąkolewska – reprezentantka Polski w siatkówce kobiet.